# Liste der Baudenkmale in Felixsee
In der Liste der Baudenkmale in Felixsee sind alle Baudenkmale der brandenburgischen Gemeinde Felixsee und ihrer Ortsteile aufgelistet. Grundlage ist die Veröffentlichung der Landesdenkmalliste mit dem Stand vom 31. Dezember 2021. Die Bodendenkmale sind in der Liste der Bodendenkmale in Felixsee aufgeführt.

## Baudenkmale in den Ortsteilen
In den Spalten befinden sich folgende Informationen:
- ID-Nr.: Die Nummer wird vom Brandenburgischen Landesamt für Denkmalpflege vergeben. Ein Link hinter der Nummer führt zum Eintrag über das Denkmal in der Denkmaldatenbank. In dieser Spalte kann sich zusätzlich das Wort Wikidata befinden, der entsprechende Link führt zu Angaben zu diesem Denkmal bei Wikidata.
- Lage: die Adresse des Denkmales und die geographischen Koordinaten. Link zu einem Kartenansichtstool, um Koordinaten zu setzen. In der Kartenansicht sind Denkmale ohne Koordinaten mit einem roten beziehungsweise orangen Marker dargestellt und können in der Karte gesetzt werden. Denkmale ohne Bild sind mit einem blauen bzw. roten Marker gekennzeichnet, Denkmale mit Bild mit einem grünen beziehungsweise orangen Marker.
- Bezeichnung: Bezeichnung in den offiziellen Listen des Brandenburgischen Landesamtes für Denkmalpflege. Ein Link hinter der Bezeichnung führt zum Wikipedia-Artikel über das Denkmal.
- Beschreibung: die Beschreibung des Denkmales
- Bild: ein Bild des Denkmales und gegebenenfalls einen Link zu weiteren Fotos des Baudenkmals im Medienarchiv Wikimedia Commons

### Bloischdorf/ Błobošojce
| ID-Nr.   | Lage                   | Bezeichnung                                                                           | Beschreibung | Bild                      |
| -------- | ---------------------- | ------------------------------------------------------------------------------------- | --- | ------------------------- |
| 09125025 | Lindenstraße (Lage)    | Katholische Dorfkirche mit Kirchhofsmauer                                             | Die katholische Kirche St. Joseph ist ein spätgotischer Bau aus Feldstein. Die Kirche wurde um 1690 rekatholisiert. Der Altaraufsatz stammt aus dem Ende des 17. Jahrhunderts. | weitere Bilder            |
| 09125026 | Lindenstraße 8 (Lage)  | Wohnhaus                                                                              | | Wohnhaus                  |
| 09125027 | Lindenstraße 24 (Lage) | Wohnhaus                                                                              | | Wohnhaus                  |
| 09125028 | Lindenstraße 25 (Lage) | Wohnhaus mit Stallgebäude                                                             | | Wohnhaus mit Stallgebäude |
| 09125363 | Gartenstraße 34 (Lage) | Hofanlage mit Wohnhaus, Stallgebäude, Scheune, Remise, Schuppen, Obstgarten und Wiese | | weitere Bilder            |

### Friedrichshain
| ID-Nr.   | Lage              | Bezeichnung                   | Beschreibung | Bild           |
| -------- | ----------------- | ----------------------------- | --- | -------------- |
| 09125030 | Waldstraße (Lage) | Ehrenfriedhof der Sowjetarmee | Der sowjetische Ehrenfriedhof liegt am westlichen Ortsrand. Vor einem Denkmal befinden sich die Gräber von im April 1945 gefallenen, teils unbekannten, Soldaten der Roten Armee. | weitere Bilder |

### Klein Loitz
| ID-Nr.   | Lage                           | Bezeichnung                                 | Beschreibung | Bild                                        |
| -------- | ------------------------------ | ------------------------------------------- | ------------ | ------------------------------------------- |
| 09125435 | Dorfstraße 8 (Lage)            | Gehöft mit Wohnhaus und zwei Stallspeichern |              | Gehöft mit Wohnhaus und zwei Stallspeichern |
| 09125303 | Friedrichshainer Weg 50 (Lage) | Wohnhaus                                    |              | Wohnhaus                                    |

### Reuthen
| ID-Nr.   | Lage                                     | Bezeichnung                               | Beschreibung | Bild                                      |
| -------- | ---------------------------------------- | ----------------------------------------- | --- | ----------------------------------------- |
| 09125039 | Reuthener Dorfstraße (Lage)              | Kirchenruine                              | Die Kirche in Reuthen wurde vermutlich im Mittelalter erbaut und soll im Dreißigjährigen Krieg zerstört worden sein. | Kirchenruine                              |
| 09125041 | Parkstraße / Reuthener Waldstraße (Lage) | Park mit Kavaliershaus und drei Plastiken | In direkter Nachbarschaft des Reuthener Moors plante der Verleger der Berliner Börsen-Zeitung, Hermann Killisch von Horn, seinen 38 Hektar umfassenden Landschaftsgarten, den er ab 1874 durch Wilhelm Perring gestalten und anlegen ließ. Er ist charakterisiert durch weite Wiesenflächen, einen Teich mit Insel, Baumgruppen aus Eichen, Buchen, Kastanien, Sumpfzypressen und Freilandazaleen. Zu entdecken sind die dort reichhaltige Pflanzen- und Tierwelt und verborgene Sehenswürdigkeiten: Relikte eines großen Mausoleums, das Killisch-Horn für sich und seine Familie errichten ließ oder der so bezeichnete Apostelstein. | Park mit Kavaliershaus und drei Plastiken |
| 09125040 | Reuthener Waldstraße (Lage)              | Sowjetischer Ehrenfriedhof                | | Sowjetischer Ehrenfriedhof                |